# Літні канікули
Лі́тні вака́ції (лат. vacatio, звільнення) — період, вільний від шкільних занять.
Терміни та тривалість вакацій у кожної країни різні. Важливі фактори, що впливають на дати вакацій, це релігійні свята та ритм роботи хліборобів і пов'язана з цим потреба всіх членів сім'ї, включаючи дітей, брати участь у сільськогосподарських роботах, а також клімат.

## Україна
Канікули, перерва в роботі навчальних закладів, установ.

## Польща
У Польщі словом вакації називають ще літній відпочинок (пол. feria letnie). До 2009/2010 навчального року вакації охоплювали період від дня, наступного за першою п'ятницею після 18 червня, до останнього дня серпня відповідного року, тобто від кінця навчального року до його відновлення в початковій, середній і старшій школах.
З 2011 року вакації починалися в суботу після останньої п'ятниці червня і тривали до кінця серпня. Ця зміна введена у зв'язку зі збільшенням кількості вихідних днів протягом навчального року. У 2017 році вакації почалися 23 червня і закінчилися 3 вересня. Це пов'язано з новою постановою, яка передбачає, що дидактичні та виховні заняття закінчуватимуться у першу п'ятницю після 20 червня. Якщо, починаючи з 2018/2019 навчального року, свято Тіла і Крові Христових припадає на четвер, що безпосередньо передує п'ятниці після 20 червня, заняття закінчуються в середу, що передує дню цього свята. У такій ситуації вакації почнуться в день цього свята.

## Боснія і Герцеговина
У Боснії та Герцеговині літні канікули починаються в червні і закінчуються в перший понеділок вересня. Є також чотиритижневі зимові канікули, які зазвичай починаються 31 грудня. Різдво Христове і Великдень не є вихідними, але ті, хто святкує ці свята, можуть не приходити в ці дні до школи.